# 唐池学園
唐池学園（からいけがくえん）は神奈川県綾瀬市にある児童養護施設、社会福祉法人。

## 沿革
注記なき場合のこの節の出典

### 経緯
第二次世界大戦後の戦災孤児や浮浪児の養育のための施設として藤沢市の唐池（善行団地付近）に地名をとり唐池学園が創設された。

### 年表
- 1945年（昭和20年）10月28日藤沢市の唐池（善行団地付近）に創設された。
- 1947年（昭和22年）5月藤沢市善行（善行市民センターの西側）に移転。
- 1949年（昭和24年）児童福祉法に定める児童養護施設として認可された。
- 1953年（昭和28年）3月に社会福祉法に定める社会福祉法人として認可された。
- 1953年（昭和28年）5月には当学園を題材とした小説『むぎめし学園』が東映により映画化された。
- 1968年（昭和43年）4月藤沢市善行から綾瀬市吉岡に移転した。

## 所在地情報
所在地
- 神奈川県綾瀬市吉岡2377番地

交通
- 神奈川県道406号吉岡海老名線